# STS-44
إس تي إس-44 (بالإنجليزية: STS-44)‏ الرحلة الرابعة والأربعون ضمن برنامج مكوك الفضاء لوكالة ناسا، والرحلة العاشرة على متن مكوك الفضاء أتلانتس، انطلقت الرحلة في 24 نوفمبر 1991 من مركز كينيدي للفضاء ، وهبطت بتاريخ 1 ديسمبر في قاعدة إدواردز الجوية، بعد سبعة أيام مكثتها الرحلة في الفضاء، وهي مهمة فضائية سرية لوزارة دفاع الأمريكية، بلغ عدد الرواد المشاركين في الرحلة ستة رواد.